# Once Upon a Time
Once Upon a Time (lit. "Hi havia una vegada") és una sèrie de televisió estatunidenca creada per Edward Kitsis i Adam Horowitz. S'emet als Estats Units per la cadena ABC. La sèrie s'ubica a un poble fictici de Maine (Estats Units) anomenat Storybrooke, els residents del qual són en realitat personatges de diferents contes de fades que van ser transportats al "món real" per un malefici. Ells, però, no recorden res del seu passat ni la seva identitat real perquè el malefici els va inocular records falsos. En les primeres temporades, un episodi habitualment se centrava en dos trames paral·leles, la primera continuava amb la historia central a Storybrooke mentre que la segona es basava en el passat d'algun dels membres d'Storybrooke a la seva antiga vida, abans que el malefici li borrés la memòria.
Protagonitzada per Jennifer Morrison, la sèrie agafa i barreja elements de la franquícia Disney, històries populars occidentals, folklore i contes de fades. Es va estrenar el 23 d'octubre de 2011 i onze dies després, la cadena ABC va encomanar nou capítols més per a la seva primera temporada, formada per un total de vint-i-dos. El 10 de maig de 2012, la cadena va confirmar que la sèrie tendria una segona temporada, pel 30 de setembre del 2012 i que es va començar a gravar el 16 de juliol d'aquest mateix any. A Espanya es va estrenar el 12 de gener de 2012 al canal AXN i l'11 de setembre del mateix any a Antena 3.
El 10 de maig de 2013, la cadena ABC va confirmar que la sèrie havia estat renovada per a una tercera temporada, que fou estrenada el 29 de setembre de 2013. A Espanya va arribar poques setmanes més tard, el 22 de novembre a través del canal  AXN White. El 8 de maig de 2014, la sèrie va ser renovada per una quarta temporada, estrenada el 28 de setembre del mateix any. El 7 de maig de 2015, la sèrie es va renovar per una cinquena temporada, estrenada a la tardor del mateix any. El 3 de març de 2016, la sèrie va ser renovada per ABC per a una sisena temporada amb previsió a estrenar-se el setembre del mateix any. Actualment, la sèrie no ha estat doblada al català.

## Sinopsi
Barrejant el món real i els contes de fades, s'explica la història d'Emma Swan, una dona que la vida li canvia quan el seu fill Henry, a qui havia donat en adopció deu anys abans, la troba.
Henry està desesperat per ajudar a la seva mare biològica i pensa que aquesta és la filla perduda de Blancaneus i el Príncep Blau. Per estrany que pugui semblar, Henry creu que 'Storybrooke', el poble de Nova Anglaterra on viu, és realment part d'una maledicció llançada per la Reina que va congelar els personatges de contes de fades en el món modern sense records.
Per descomptat, Emma no creu ni una paraula però, quan arriba a 'Storybrooke', no pot deixar de sentir que les coses no són del tot normals en aquest lloc.

### Primera temporada
L'Emma Swan porta una vida solitària treballant per empreses d'assegurances, investigant i atrapant als qui intenten estafar a la companyia asseguradora. El dia del seu aniversari número vint-i-vuit, un noi de 10 anys s'acosta a l'Emma i li diu que és en Henry, el seu fill biològic a qui va donar en adopció quan només era un bebè. L'Emma no vol establir cap mena de vincle amb ell, però accepta portar-lo de tornada a casa seva a Storybrooke. Durant el camí, en Henry li ensenya un gran llibre de contes de fades i insisteix que tots els contes són en realitat històries verídiques. Al arribar a Storybrooke, en Henry li confessa que tots el habitants són personatges de diferents contes de fades exiliats per una terrible maledicció que els va esborrar els records i els va traslladar al món real. Per exemple, insisteix que el seu terapeuta, el dr. Archie, és en realitat en Pep Consciències o que la seva professora, la Mary Margaret Blanchard, és la Blancaneus qui, a més, resulta ser la mare de l'Emma (tot i que aparentment tenen una edat semblant).
En Henry li explica que el temps porta 28 anys parat a Storybrook i que els seus habitants no en poden fugir, tot i que ni tan sols en son conscients. Segons el noi, l'Emma és la salvadora, la filla de la Blancaneus i el Príncep Blau, i està destinada a trencar la maledicció. L'Emma, molt escèptica davant les històries d'en Henry, el porta de tornada amb la seva mare adoptiva qui és en realitat la Reina Malvada a més de l'alcaldessa d'Storybrooke. En Henry torna a escapar-se, l'Emma el troba i decideix quedar-se una setmana al poble. Aquesta decisió fa que les manetes del rellotge de l'ajuntament, que estaven aturades, tornin a bellugar-se. Aviat l'Emma, acaba acceptant quedar-se a Storybrooke durant una temporada, al trobar molt sospitosa l'alcaldessa i mare adoptiva d'en Henry, Regina, durant la qual es va acostant al seu fill biològic, entestat a fer-li veure tota la màgia que hi ha al poble perquè pugui trencar la maledicció. Es van intercalant escenes de la història present de l'Emma amb en Henry i la seva integració al poble, amb flashbacks dels diferents habitants del poble i les seves vides passades com a personatges de contes de fada. Així, veiem com el Príncep Blau i la Blancaneus, seguint el consell d'en Rumpelstiltskin, envien la seva filla Emma al món real en un intent de salvar-la de la maledicció de la Reina Malvada.
Al món real, la Regina, suposadament l'única conscient de la seva veritable identitat, manté una relació cada cop més agressiva amb el senyor Gold, l'home més ric del poble, al assabentar-se de que ell és conscient de la seva identitat real (Rumpelstiltskin). L'Emma, aviat deixa la posada de l'àvia i es muda amb Mary Margaret, la professora d'en Henry i qui va donar el llibre de contes al nen. A més, s'instal·la cada cop més al poble, aconseguint una feina com a sheriff després de la sobtada mort del sheriff Graham. La Mary Margaret, s'enamora d'en David, un pacient que ha estat molt de temps en coma i desperta de sobte sense recordar res de res. Aviat es descobreix que en David estava casat amb la Kathryn, però ell no aconsegueix recordar-la. Finalment, la Kathryn, adonant-se que en David ara estima la Mary Margaret, decideix marxar a Boston. Un temps més tard, apareix el cor de la Kathryn enterrat al bosc dins una capsa de joies propietat de Mary Margaret. Així, la professora es converteix en la principal sospitosa del suposat crim. Per sort, la Kathryn apareix viva, dient que algú la va segrestar abans que pogués sortir del poble i la va tenir tancada en un subterrani. Sidney Glass, un corrupte editor del Daily Mirror, confessa ser el responsable, al·legant que intentava aconseguir fama. L'Emma no ho veu clar i sospita que en realitat tot ha estat una conspiració orquestrada per la Regina.
Un nou visitant arriba a Storybrooke, l'August. L'home, intenta convèncer l'Emma que tot el que li ha explicat en Henry és cert. Diu que ell és en realitat en Pinotxo, que va ser enviat amb ella al món real fa 28 anys amb el propòsit de cuidar-la, però que la va abandonar i ara s'està tornant convertint a poc a poc en un ninot de fusta. L'Emma, que no creu ni una paraula, intenta emportar-se el seu fill d'Storybrooke, però ell s'hi nega. Per això, arriba a un pacte amb la Regina: ella marxarà, però vindrà ocasionalment a visitar en Henry. Al mateix temps, la Regina ha preparat una poma emmetzinada i n'ha fet un pastís per tal d'enverinar l'Emma tal com va fer amb la Blancaneus. En Henry, però, es menja el pastís per obligar la seva mare a creure'l, i cau en un son màgic. Per tal de despertar en Henry de la maledicció, l'Emma coopera amb la Regina per a robar-li al senyor Gold la poció d'amor vertader d'en Rumpelstiltskin. No ho aconsegueixen a temps i en Henry és declarat mort. Trasbalsada, l'Emma li diu que l'estima i li fa un petó. Aquest petó d'amor vertader no només trenca la maledicció i desperta en Henry, sinó que trenca la maledicció de tot Storybrooke i els seus habitants van recuperant la memòria, començant per la Blancaneus i el príncep Blau. El senyor Gold llença la poció d'amor vertader a un pou, dient que està restaurant la màgia a Storybrooke. Un núvol comença a sorgir del pou i envolta tot el poble. L'Emma pregunta a en Henry què és el núvol però ell només contesta "quelcom dolent". La temporada acaba amb el rellotge de l'ajuntament marcant les 8:15, la mateixa hora que quan estava congelat.

## Personatges
| Ginnifer Goodwin      | Blancaneus                   | Mary Margaret Blanchard      | Principal | Principal | Principal | Principal | Principal |     |     |
| Jennifer Morrison     | Emma Swan                    | Emma Swan                    | Principal | Principal | Principal | Principal | Principal |     |     |
| Lana Parrilla         | La Reina Malvada             | Regina Mills                 | Principal | Principal | Principal | Principal | Principal |     |     |
| Josh Dallas           | El Príncep James/David       | David Nolan                  | Principal | Principal | Principal | Principal | Principal |     |     |
| Jared S. Gilmore      | Henry Mills                  | Henry Mills                  | Principal | Principal | Principal | Principal | Principal |     |     |
| Robert Carlyle        | Rumpelstiltskin              | Sr. Gold                     | Principal | Principal | Principal | Principal | Principal |     |     |
| Jamie Dornan          | El Caçador                   | Sheriff Graham Humbert       | Principal | Convidat  |           |           |           |     |     |
| Raphael Sbarge        | Pepet Grill                  | Dr. Archie Hopper            | Principal | Recurrent | Recurrent | Recurrent | N/A       | N/A | N/A |
| Eion Bailey           | Pinotxo                      | August Wayne Booth           | Principal | Convidat  |           | Recurrent | N/A       | N/A | N/A |
| Emilie de Ravin       | Bella                        | Lacey                        | Convidada | Principal | Principal | Principal | Principal |     |     |
| Meghan Ory            | Caputxeta Vermella           | Ruby                         | Recurrent | Principal | Convidada |           | Recurrent |     |     |
| Colin O'Donoghue      | Capità Killian "Garfi" Jones | Capità Killian "Garfi" Jones |           | Principal | Principal | Principal | Principal |     |     |
| Michael Raymond-James | Baelfire                     | Neal Cassidy                 |           | Recurrent | Principal |           |           |     |     |
| Michael Socha         | Sota de cors                 | Will Scarlett                |           |           |           | Principal | Recurrent |     |     |
| Sean Maguire          | Robin Hood                   | Robin Hood                   |           |           | Recurrent | Recurrent | Principal |     |     |
| Rebecca Mader         | La Bruixa Malvada de l'Oest  | Zelena                       |           |           | Recurrent | Recurrent | Principal |     |     |

### Personatges principals
- Emma Swan (Jennifer Morrison): Filla de Blancaneu i el Príncep Blau i mare d'en Henry. L'Emma és una dona independent que vivia a Boston. Va ser abandonada quan va néixer i va créixer en llars d'acollida. Quan tenia 18 anys, es va quedar embarassada sabent que no podria donar al seu fill les millors oportunitats i el va donar en adopció. Quan el seu fill, en Henry, compleix deu anys, la troba i la condueix fins al seu poble, Storybrooke. En Henry creu que l'Emma és la filla perduda de Blancaneus i el Príncep Blau i, l'única que pot alliberar-los a tots. L'Emma es mostra escèptica en el tema però, d'alguna manera, no pot deixar de creure que en Henry té una mica de raó.[17]
- Henry Mills (Jared S. Gilmore): Fill de l'Emma Swan i en Neal Cassidy; ella el va donar en adopció després de donar a llum dins de la presó on estava complint condemna. El seu pare Neal, no va saber de la seva existència fins que va arribar a Storybrooke. És el net del Príncep Blau i la Blancaneus per part de mare i d'en Rumplestiltskin per part de pare. És adoptat quan és només un bebè per la Reina Malvada Regina Mills, després que en el senyor Gold (Rumplestiltskin) intercedeixi per aconseguir l'adopció. La Regina l'anomena Henry en honor del seu pare. Posteriorment, en Henry es converteix en el nou autor, sent el successor de l'Isaac Heller, tot i que de moment ha decidit no fer servir els seus poders com a autor.
- Mary Margaret Blanchard / Blancaneus (Ginnifer Goodwin): La Blancaneus és la filla del rei Leopold i la reina Eva i posteriorment també fillastra de la reina malvada Regina. És el vertader amor d'el Príncep Blau amb qui comparteix dos fills, l'Emma i en Neal. És l'àvia d'en Henry i és qui li dona el llibre de contes abans de l'arribada de l'Emma al poble. Al Bosc Encantat, manté una forta amistat amb la Caputxeta Vermella, qui l'acompanya en moltes aventures. A Storybrooke, és la Mary Margaret Blanchard, l'amable i innocent professora de l'escola de primària d'Storybrooke.
- David Nolan / El Príncep Blau (Josh Dallas): És el vertader amor de la Blancaneus i el seu espòs. També és el pare de l'Emma Swan i el príncep Neal així com l'avi d'en Henry. Tot i ser príncep, té uns orígens humils com a pastor al Bosc Encantat. A Storybrooke, apareix com a "John Doe" un desconegut que ha estat en coma durant anys, fins que l'arribada de l'Emma a Storybrooke propicia que es desperti. Al començament, pateix amnèsia i no recorda res de la seva antiga vida. Posteriorment se l'identifica com a "David Nolan" marit de la Kathryn (príncesa Abigail al Bosc Encantat) però, al adonar-se que no l'estima, comença una relació amb Mary Margaret (Blancaneus), el seu vertader amor.
- Regina Mills / Reina Malvada (Lana Parrilla): És la mare adoptiva d'en Henry a qui anomena en honor del seu pare. Filla de la Reina Cora, és casa amb el rei Leopold, pare de la Blancaneus, després de la mort de la reina Eva. La seva mare prepara l'enllaç per a convertir-la en reina, tot i que ella estima un altre home: en Daniel, un palafrener. És qui conjura el malefici que porta a tots a Storybrooke com a venjança contra la Blancaneus, culpable de que la seva història d'amor amb en Daniel acabés tràgicament. La Regina és també germanastra de la bruixa malvada de l'Oest Zelena, amb qui comparteix mare però no pare. A Storybrooke és l'estricta i controladora alcaldesa del poble.
- August W. Booth / Pinotxo (Eion Bailey): És una marioneta que en Geppetto va fer amb fusta d'un arbre encantat i a qui la Fada Blava insufla vida. Quan la Fada Blava demana a en Geppeto que construeixi un armari màgic per enviar una Blancaneus embaraçada i el seu marit a un altre regne on la salvadora pugui estar fora de perill de la maledicció de la Reina Malvada, en Geppetto decideix enviar-hi en Pinotxo dient-li que cuidi de l'Emma. Al món real, en Pinotxo viu un temps amb l'Emma a un orfanat, però finalment l'abandona. Posteriorment, quan haver trencat la promesa fa que es torni a convertir en un ninot de fusta, va a buscar-la i la convenç de que compleixi el seu destí com a salvadora.
- Archie Hopper / Pep Consciències (Raphael Sbarge): És el fill d'una parella d'estafadors que intenta tenir una vida honesta però és massa covard per abandonar els seus pares. Al Bosc Encantat, fa un tracte amb Rumplestiltskin que converteix a dues persones innocents en marionetes. Demana ajuda a la Fada Blava per revertir la màgia, però ella no ho pot fer. Tot i així, el converteix en grill perquè pugui escapar dels seus pares i li encomana guiar en Pinotxo per a redimir-se. A Storybrooke, és un psiquiatra. La Regina li demana que convenci al seu fill que la maledicció no existeix. Al començament, ell l'obeeix, però finalment és posa de part d'en Henry i s'enfronta a la Reina Malvada.
- Sr. Gold / Rumpelstiltskin (Robert Carlyle): És un mag extravagant i sinistre que adora fer tractes amb gent desesperada, advertint-los sempre que tota la màgia comporta un preu. En general, els seus tractes són enganyosos i comporten més pèrdues que guanys per a l'altra part. És el ser obscur, l'origen de la màgia negra. És el vertader amor de la Bella (prenent ell el paper de Bèstia) i l'estima amb bogeria, però sovint és incapaç de seguir el camí recte i anteposa les seves ànsies de poder al seu amor. És el pare d'en Neal Cassidy (Baelfire al Bosc Encantat) i l'avi d'en Henry. A Storybrooke, és l'home més ric del poble i el propietari de la botiga de penyores. A més de la Regina Mills, és l'únic que és conscient de la seva vertadera identitat i el seu passat al Bosc Encantat.
- Sheriff Graham / El Caçador (Jamie Dornan): És el caçador del conte de Blancaneus (mai se'n diu el nom). Va ser criat per llops i sent una connexió molt més forta amb els animals que amb les persones. La Reina Malvada el considera l'assassí perfecte i el contracta per robar-li el cor a Blancaneus. Ell se'n compadeix i l'enganya i ella, com a venjança, li roba el cor per convertir-lo en el seu esclau. A Storybrooke, és el sheriff del poble i l'únic que, aparentment, s'enfronta a l'alcaldessa donant feina a l'Emma. Manté una relació secreta amb la Regina, que acaba quan ell comença a tenir sentiments per l'Emma i va recuperant la seva memòria. Mor a mans de la Regina Mills.

### Personatges secundaris

Logo de la sèrie "Once Upon a Time"

- Giancarlo Esposito com el Sydney Glass (el Mirall Màgic)
- Beverley Elliott com l'àvia de la Ruby
- Lee Arenberg com el Leroy (Rondinaire)
- Gabe Khouth com el Tom Clark (Dormilega)
- David Paul Grove com el Doc
- Anastasia Griffith com la Kathryn Nolan (Abigail)
- Tony Amendola com el Marco (Geppetto)
- Keegan Connor Tracy com la mare superiora (Fada blava)
- Ingrid Torrance com la infermera Ratched
- Robbie Kay com el Peter Pan
- Rose McIver com la Campaneta
- Freya Tingley com la Wendy Darling
- Parker Croft com el Fèlix
- Jessy Schram com l'Ashley Boyd (la Ventafocs)
- Tim Phillipps com el Sean Herman (el Príncep Thomas)
- Sebastian Stan com el Jefferson (Sombrerer Boig)
- Alan Dale com el Spencer
- Alex Zahara com el Rei Mides
- Richard Schiff com el Rei Leopold
- Rena Sofer com la Reina Eva
- Gabrielle Rose com la Ruth
- Emma Caulfield com (la Bruixa Cega)
- Quinn Lord com el Nicholas (Hansel)
- Karley Scott Collins com l'Ava (Gretel)
- Nicholas Lea com el Michael Tillman
- Jorge Garcia com l'Anton
- Cassidy Freeman com la Jacqueline
- Bailee Madison com la Blancaneus de jove
- Barbara Hershey com la Cora adulta
- Rose McGowan com la Cora de jove
- Noah Bean com el Daniel
- David Anders com el Dr. Whale (Frankenstein)
- Christopher Gorham com el Walsh (Mag d'Oz)
- Sonequa Martin-Green com la Tamara
- Elizabeth Lail com l'Anna
- Scott Michael Foster com el Kristoff
- Georgina Haig com la Reina Elsa
- Tyler Jacob Moore com el Hans
- Jamie Chung com la Mulan
- Julian Morris com el Príncep Felip
- Sarah Bolger com la Princesa Aurora (La Bella Dorment)
- Joanna Garcia com l'Ariel
- Rachel Shelley com la Milah
- Elizabeth Mitchell com l'Ingrid (Reina de les Neus)
- Christie Laing com la Maid Marian
- Alexandra Metz com la Rapunzel
- Kristin Bauer van Straten com la Malèfica
- Victoria Smurfit com la Cruella de Vil
- Merrin Dungey com l'Ursula
- Ernie Hudson com el rei Posidó
- Brad Dourif com el Zoso
- Patrick Fischler com l'Isaac
- Liam Garriganr com el Rei Artur
- Sinqua Walls com el Lancelot
- Elliot Knight com el Mag Merlí
- Caroline Ford com la Nimue
- Amy Manson com la Mèrida
- Glenn Keogh com el Rei Fergus
- Caroline Morahan com la Reina Elinor
- Adam Croasdell com el Brennan Jones
- Jonathan Whitesell com l'Hèrcules
- Kacey Rohl com la Mègara
- Greg Germann com Hades
- Teri Reeves com la Dorothy Gale
- Samuel Witwer com Mr. Hyde
- Hank Harris com el Dr. Henry Jekyll
- Giles Matthey com el Gideon
- Deniz Akdeniz com l'Aladdin
- Karen David com la princesa Jasmine
- Jaime Murray com la Fada Negra
- Sara Tomko com la Tigrilla

## Episodis
| Temporada | Temporada | Episodis | Emissió original        | Emissió original    |
| Temporada | Temporada | Episodis | Inici                   | Final               |
| --------- | --------- | -------- | ----------------------- | ------------------- |
|           | 1         | 22       | 23 d'octubre del 2011   | 13 de maig del 2012 |
|           | 2         | 22       | 30 de setembre del 2012 | 12 de maig del 2013 |
|           | 3         | 22       | 29 de setembre del 2013 | 11 de maig del 2014 |
|           | 4         | 23       | 28 de setembre del 2014 | 10 de maig del 2015 |
|           | 5         | 22       | 27 de setembre del 2015 | 15 de maig del 2016 |
|           | 6         | 22       | 25 de setembre del 2016 | {{}}                |

## Música
Mark Isham és el compositor del tema de la sèrie i de la seva música. La banda sonora va sortir a la venda el de maig de 2012 amb 25 cançons.

## Spin-off
Un  spin-off de la sèrie va ser estrenat el 10 d'octubre de 2013, finalitzant el 3 d'abril del 2014 amb una única temporada de 13 episodis. El 27 de març del 2014, ABC ja havia anunciat que la sèrie no es renovaria per a una segona temporada degut als mals resultats d'audiència (d'uns 3'5 milions d'espectadors, aproximadament). L' spin-off s'anomena Once upon a time in Wonderland (Hi havia una vegada al país de les meravelles) i es basa en la història d'Alicia al país de les meravelles. La història té lloc a l'univers que Once upon a time i a la mateixa línea temporal que la sèrie mare però amb l'ús de flashbacks constants al "país de les maravelles" d'abans i durant la maledicció llançada per la Reina Malvada.
La sèrie és protagonitzada per Sophie Lowe en el paper d'Alícia; Peter Gadiot com a Cyrus / Geni, Michael Socha com La Sota de Cors / Will Scarlet, Emma Rigby com la Reina Vermella / Anastasia, Naveen Andrews com a Jafar i Paul Reubens com el Conill Blanc (només veu). Com a personatge recurrent, Barbara Hershey també va recuperar el seu rol de la Reina de Cors / Cora.